# Geoffroi I av Provence
Geoffroi I, även Josfred, Jauffred, Jozfred, Gosfred och Gausfred, död februari något av åren 1061–1063, var samregerande greve av Provence tillsammans med sina äldre bröder Guillaume IV och Folque-Bertrand I från år 1018, till sin död. De var söner till Guillaume IV, greve av Provence. Möjligen fick han inte titeln comte förrän efter äldste brodern Guillaume IV:s död cirka år 1032.

## Biografi
Geoffroi I blev greve av Arles år 1032 och han och brodern Folque-Bertrand I skänkte egendomar till klostret i Cluny 26 maj 1037 och till klostret Saint Victor i Marseille 16 januari 1040.
När även näst äldste brodern dog blev han ensam markgreve och familjens överhuvud.
Han var regionens stora kyrkbyggare och återställde kyrkor som förstörts av saracenska räder under det föregående århundradet. Han återuppbyggde klostret Sparro och skänkte det till ärkebiskopsdömet i Aix-en-Provence. Liksom de flesta av hans förfäder var han skyddspatron för klostret Saint-Victor i Marseille.
Hans givmildhet till kyrkan överträffade hans föregångares rejält. Det innebar att han donerade stora delar av den beskattningsrätt i Provence som släkten haft sedan anfadern Guillaume I av Provence tid. Han fortsatte också dela ut förläningar till vasaller och försvagningen av grevskapet som en politisk enhet kan härledas till tiden för hans regim, ett urlakande som han inlett med sin äldre bror.
Geoffroi I efterträddes av sin son Guillaume-Bertrand. En av hans döttrar (med okänt namn) blev Raimond IV av Toulouses första hustru. Dottern Stephanie gifte sig med William II av Besalú. 
Dottern Gerberge som var grevinna av Provence 1093–1112, gifte sig med Gilbert I av Gévaudan.